# Jodła bułgarska
Jodła bułgarska, jodła Borysa (Abies × borisii-regis Mattf.) – gatunek drzew z rodziny sosnowatych. Występuje na terenach górskich, w Bułgarii (Stara Płanina i Rodopy), w Albanii (Góry Północnoalbańskie) i w północnej Grecji (Pindos); od 800 do 1800 m n.p.m. Jodła bułgarska jest utrwalonym mieszańcem jodły pospolitej i greckiej.
Gatunek został nazwany na cześć XX-wiecznego cara Bułgarii Borysa III.

## Morfologia
PokrójZimozielone drzewo o stożkowatym pokroju. Wysokości 30, 40 m (wyjątkowo 60 m) i szerokości 15 m.
PieńProsty strzelisty. Kora barwy szarej, jest gładka z wiekiem staje się spękana.
LiścieIgły wyrastają z pędów pokrytych włoskami i zakończonym lepkimi pączkami. Igły są ostro zakończone, równoległe, błyszczące, ciemnozielone. Mają po dwa białe paski na dolnej stronie - rozłożone są po obu stronach pędów. Wyrastają do 3 cm długości.
KwiatyKwitną wiosną. Kwiatostany męskie są żółte, natomiast kwiatostany żeńskie są zielone.
SzyszkiWalcowate, dorastające do 15 cm długości.

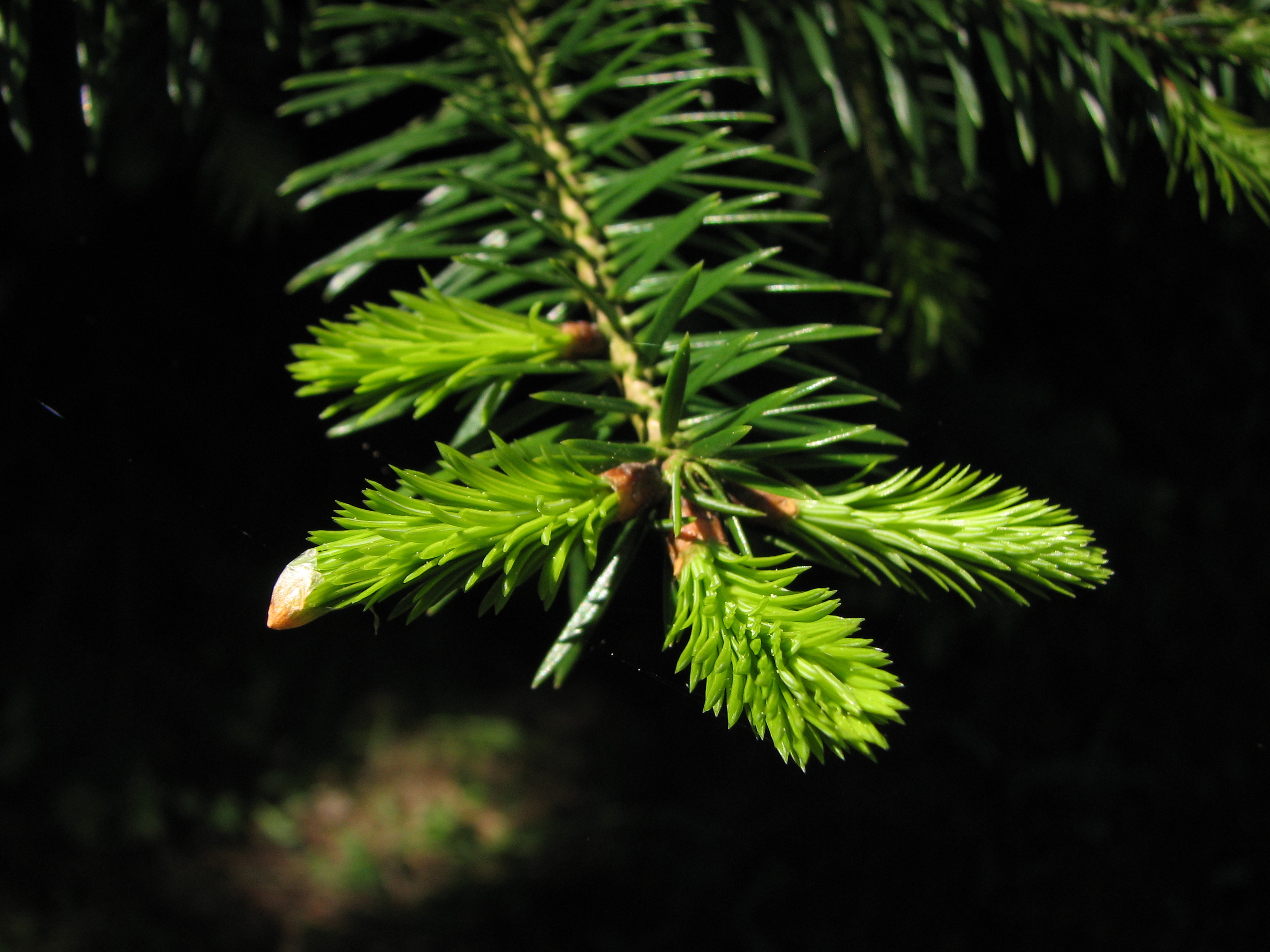
Igły
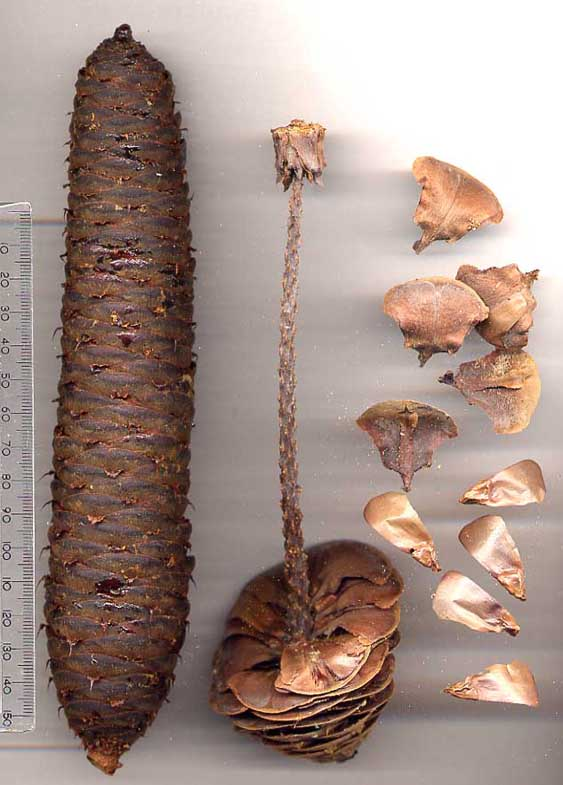
Szyszka i nasiona
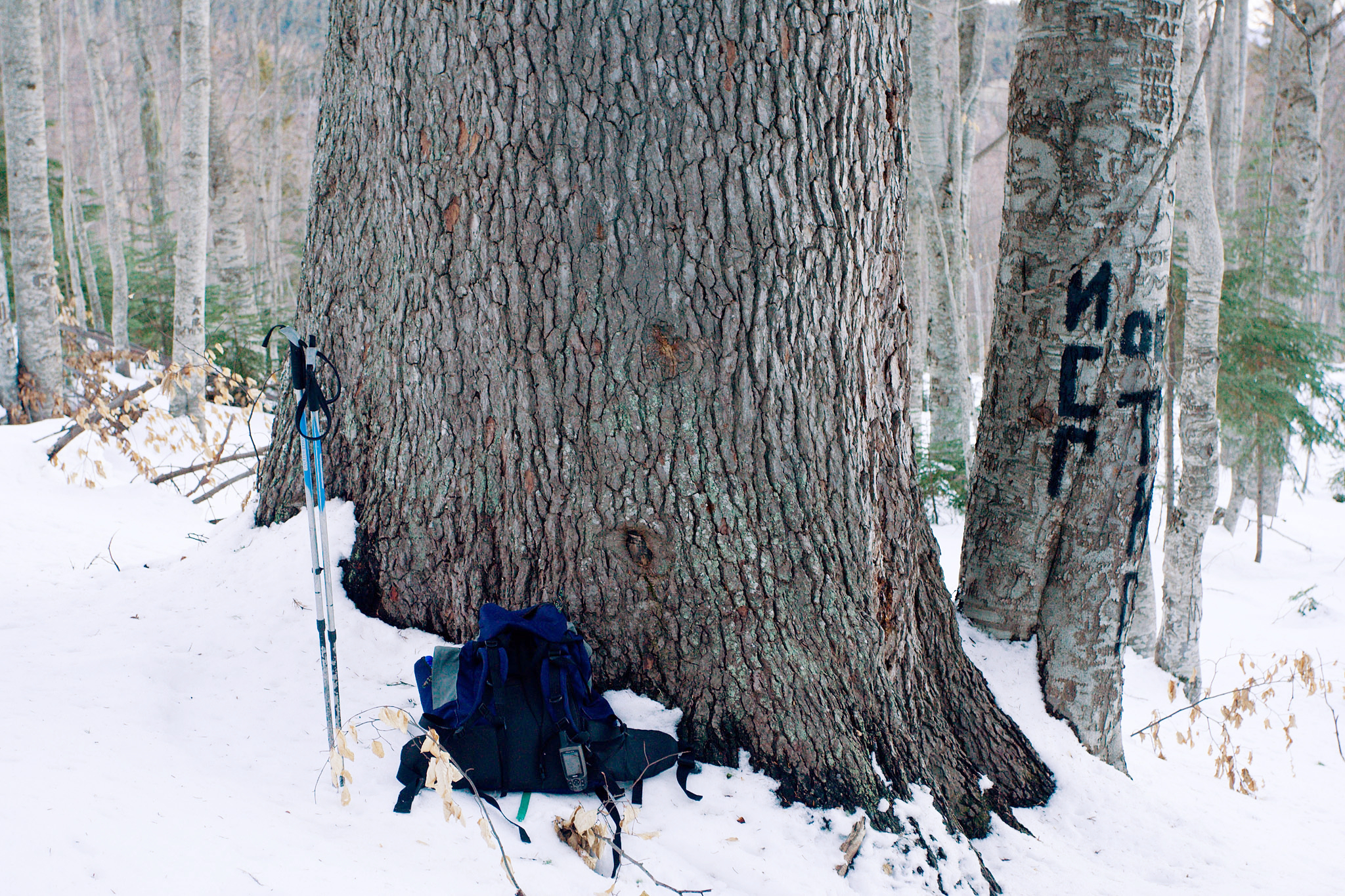
Kora
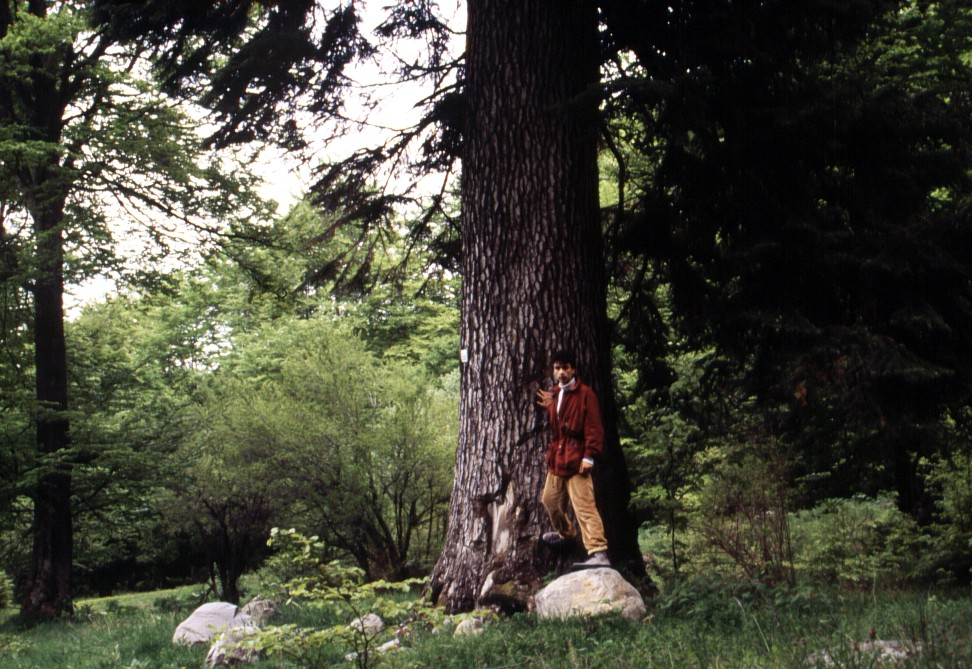
Strzała
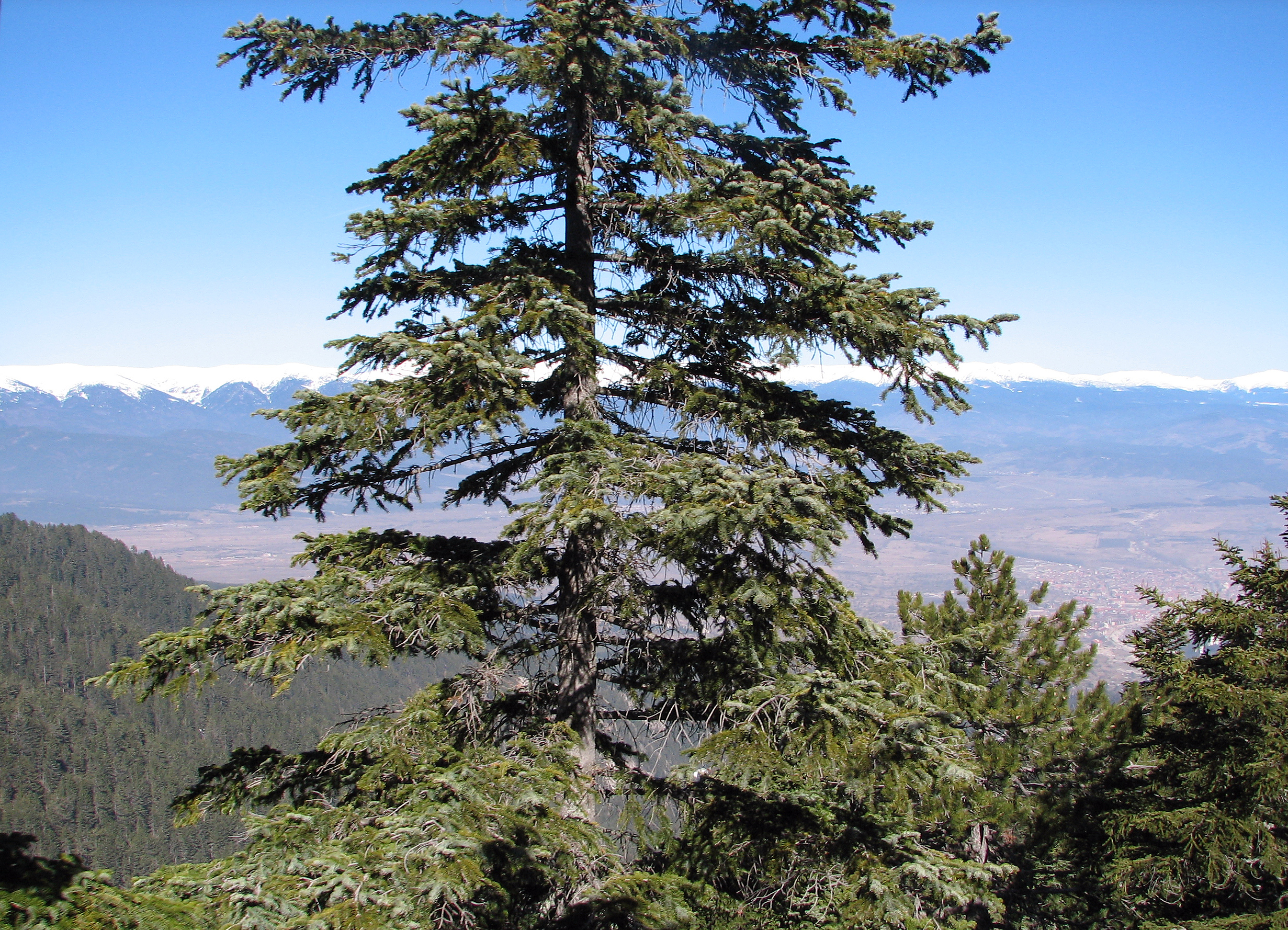
Jodła bułgarska w górach Piryn, w tle miasto Bansko